# Hipponoa gaudichaudi
Hipponoa gaudichaudi är en ringmaskart som beskrevs av Jean Victor Audouin och Milne Edwards 1830. Hipponoa gaudichaudi ingår i släktet Hipponoa och familjen Amphinomidae.
Artens utbredningsområde är havet kring Nya Zeeland. Utöver nominatformen finns också underarten H. g. agulhana.